# Cheryl Gillan

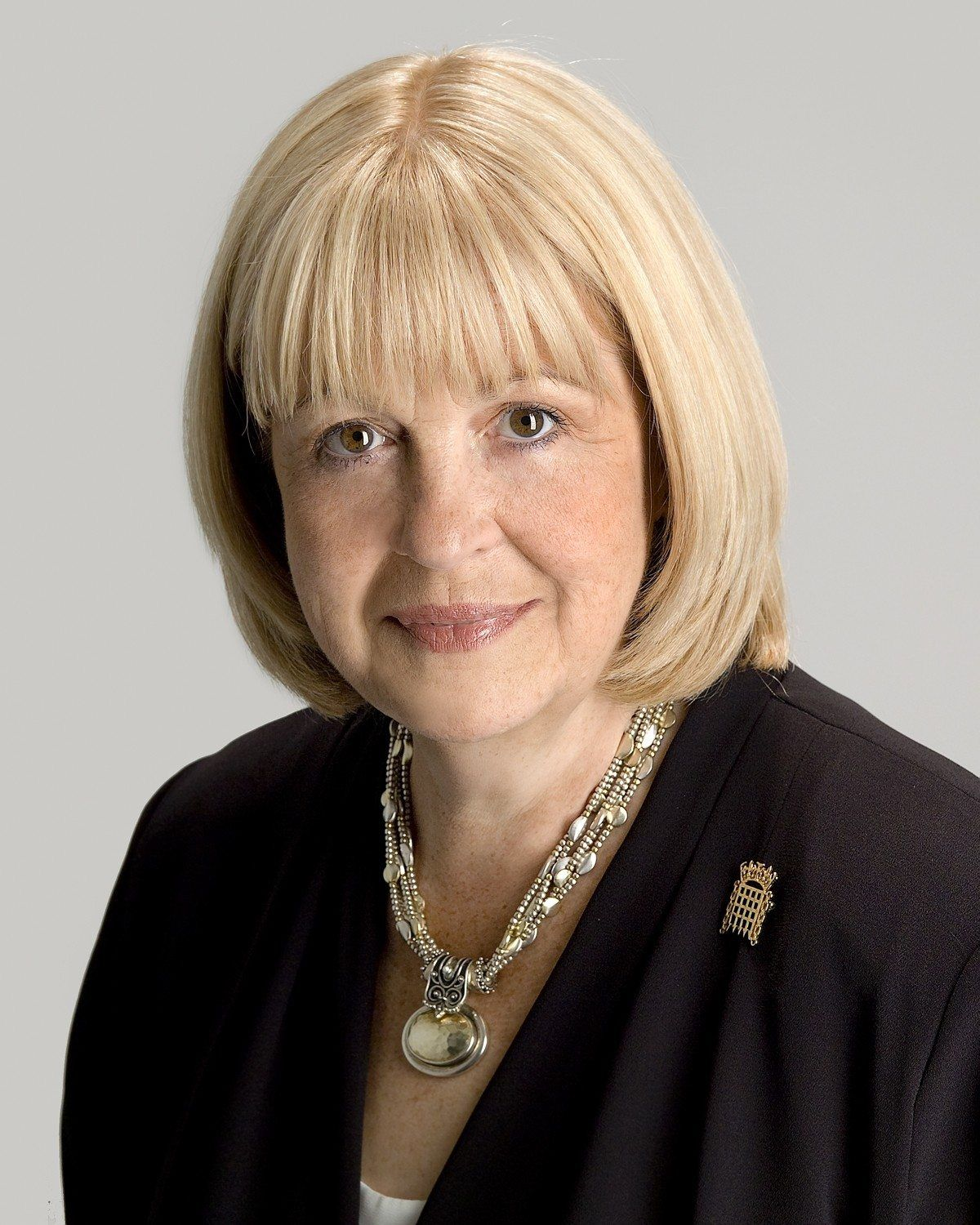
Cheryl Gillan (2010)

Dame Cheryl Elise Kendall Gillan (* 21. April 1952 in Llandaff, Cardiff, Wales; † 4. April 2021) war eine britische Politikerin der Conservative Party. Von Mai 2010 bis September 2012 bekleidete sie den Posten der Ministerin für Wales.

## Biografie
Die Tochter eines Offiziers der British Army und späteren Direktors eines Stahl-Unternehmens studierte nach dem Schulbesuch Rechtswissenschaft und war später bei der International Management Group (IMG) tätig, einem in den Bereichen Rechtsberatung und Sportmarketing tätigen internationalen Konzern mit Sitz in Cleveland, Ohio. Daneben war sie zwischen 1984 und 1986 Direktorin des British Film Year.
Bei den Unterhauswahlen am 9. April 1992 wurde sie als Nachfolgerin von Ian Gilmour und Kandidatin der Conservative Party erstmals zum Mitglied des Unterhauses (House of Commons) gewählt und vertrat in diesem seitdem den Wahlkreis Chesham and Amersham. Bei der Unterhauswahl 2010 erhielt sie zuletzt 60,25 Prozent der Wählerstimmen und konnte sich deutlich gegen ihre vier Gegenkandidaten behaupten.
In dieser Funktion war sie zunächst parlamentarische Ansprechpartnerin für die Royal Air Force und stattete dabei auf Flügen mit den unterschiedlichsten Flugzeugtypen zahlreichen Luftwaffenbasen im In- und Ausland Besuche ab.
Ihr erstes Amt in einer Regierung trat sie 1994 als Parlamentarische Privatsekretär des Lordsiegelbewahrers (Lord Privy Seal), Viscount Cranborne, im Kabinett von Premierminister John Major an. 1995 wurde sie dann Parlamentarische Unterstaatssekretärin im Ministerium für Bildung und Beschäftigung.
Nach der Wahlniederlage der Konservativen bei den Unterhauswahlen 1997 wurde sie zunächst Sprecherin der Opposition für Handel und Industrie, ehe sie danach von 1998 bis 2001 Oppositionssprecherin für Auswärtiges, Angelegenheiten des Commonwealth of Nations sowie für internationale Entwicklung war. 2001 erfolgte ihre Ernennung zur Parlamentarischen Geschäftsführerin (Whip) der konservativen Fraktion im Unterhaus.
Im Anschluss wurde sie 2003 erstmals in das Schattenkabinett der Conservative Party berufen und war dort Schattenministerin für Inneres, Verfassungs- und Rechtsangelegenheiten. Danach war sie zwischen 2005 und Mai 2010 Schattenministerin für Wales.
Nach dem Wahlsieg der Conservative Party bei den Unterhauswahlen 2010 wurde sie am 11. Mai 2010 von Premierminister David Cameron zur Ministerin für Wales in dessen Kabinett berufen. Sie war damit die erste Frau, die das Ministerium für Wales leitete, obwohl sie keinen Wahlkreis in Wales innehatte. Als Ministerin setzte sie weiterhin auf eine starke Armeepräsenz in Wales, die sie für die Entwicklung und das Wachstum von High-Tech- und anderen Unternehmen in der walisischen Wirtschaft für wichtig hielt.
2017 wurde sie als Dame Commander des Order of the British Empire geadelt.
Sie starb nach langer Krankheit im Alter von 68 Jahren am Osterwochenende 2021.